# Lac La Copa
Le lac La Copa est un lac de barrage situé dans le département de Boyacá, en Colombie.  

## Géographie
Le lac La Copa est situé dans la municipalité de Toca, à 20 km au nord-est de la ville de Tunja. 
Il a un volume de 70 millions de m3, pour une superficie de 7,7 km2.